# 撞 (火箭少女101迷你專輯)
《撞》是中國女子偶像團體火箭少女101的首張迷你專輯，於2018年8月18日发行。

## 背景及概念
- 專輯名稱《撞》反映出成员们勇往直前的决心[1]。專輯的整体概念参考了火箭发射的节奏，模拟火箭升空撞破大气层的力量。

## 詞曲創作概要
專輯收录了3首舞曲和1首慢歌：
- 《撞》
  - 專輯《撞》主打單曲、是一首結合复古摇滚与电音的舞曲。80年代的复古摇滚元素与电音的热烈碰撞，冲击的旋律动感、利落，层层递进的强弱变化更是赋予了音乐鲜活生命力。动感的鼓点干脆利落，自由随性的曲风，搭配少女们青春活力的歌声，传递着火箭少女101勇往直前的冲刺精神[1]。
  - 歌曲以8人體制錄製，孟美岐、吳宣儀、張紫寧三人未參與。
  - 音源於2018年8月18日公開；MV於2018年8月27日公開。

- 《Light》
  - 第二支单曲、是專輯中唯一的一首抒情曲。
  - 由吴青峰作词，歌曲围绕組合11人自出道以来的心路历程，道出了少女们的憧憬、彷徨、不安和勇敢[2]。吴青峰表示這首歌是為火箭少女101量身打造，希望这首歌能够给少女们加持，凝聚光的力量，照耀在她们前进的路上，成为照亮梦的光[3][4]。
  - 音源於2018年9月14日公開；MV於2018年9月25日公開。

- 《月亮警察》
  - 第三首单曲、是一首轻快动感电子曲风的舞曲。火箭少女101在歌曲中充份展现了她們洒脱、俏皮、无限活力的一面，並化成为守护快乐的月亮警察赶走负能量[5]。
  - 音源於2018年9月28日公開。

- 《生而為贏》
  - 第四首单曲、體育競技節目《超新星運動會》第一、二屆的主題曲。
  - 由著名资深音乐人Tim Hawes和Obi Mhondera创作，是一首洒脱动感的节奏和运动曲风的舞曲。歌曲唱述了正直向上、勇敢拼搏的运动精神“生而为赢”，表达了将运动精神化为勇往直前的动力，敢于秀出自我新风采的积极内涵[6]。
  - 成員吳宣儀因繁忙行程而缺席該歌曲的錄製[7]。
  - 音源於2018年10月12日公開；MV於2018年10月24日公開。

## 曲目
| 曲序     | 曲目     |          | 作曲                                                       | 编曲                   | 备注                                                                | 时长  |
| -------- | -------- | -------- | ---------------------------------------------------------- | ---------------------- | ------------------------------------------------------------------- | ----- |
| 1.       | 撞       | 李聪     | Nick Pyo Kim Heeyoung                                      | Nick Pyo               | 孟美岐、吳宣儀、紫寧缺席该歌曲的录制                                | 3:39  |
| 2.       | Light    | 吴青峰   | 欧中建                                                     | Ear Attack             |                                                                     | 3:50  |
| 3.       | 月亮警察 | 葛大为   | DK$HINE Z-High                                             | DK$HINE Z-High         |                                                                     | 3:30  |
| 4.       | 生而为赢 | 顾玉帆   | Tim Hawes Obi Mhondera Geek Boy Al Swettenham Mariann Rosa | Geek Boy Al Swettenham | 體育競技節目《超新星運動會》第一、二屆主题曲 吴宣仪缺席该歌曲的录制 | 3:18  |
| 总时长： | 总时长： | 总时长： | 总时长：                                                   | 总时长：               | 总时长：                                                            | 14:17 |

## 商業成績
- 8月31日，专辑《撞》销售额破15,000,000元，成為QQ音乐的史上第六张、2018年首张获得“殿堂金钻唱片”此称号的数字专辑。
- 12月18日，歌曲《Light》的MV於2018騰訊視頻星光盛典獲得年度最受歡迎音樂MV。
- 截至2019年4月14日，专辑《撞》的總銷量達2,044,741張。